# Вилхелм Хайнрих Шенк фон Ландсберг
Вилхелм Хайнрих Шенк фон Ландсберг (на немски: Wilhelm Heinrich Schenk von Landsberg; † 31 май 1614) е шенк, господар на Ландсберг (в Саксония-Анхалт) и Бухолц (в Бранденбург).

## Произход
Той е третият син на Вилхелм Шенк фон Ландсберг († 3 май 1559) и втората му съпруга Магдалена фон Ройс-Плауен († 11 ноември 1571), дъщеря на Хайнрих XIII Ройс цу Грайц († 1535) и Анна Доротея фон Колдиц († пр. 1523). Брат му Албрехт Шенк фон Ландсберг († 1610), господар на Лойтен и Бухолц, се жени през 1577 г. за Ева фон Шьонбург († 1618), по-малка сестра на съпругата му Елизабет фон Шьонбург.

## Фамилия
Вилхелм Хайнрих Шенк фон Ландсберг се жени за Елизабет фон Шьонбург-Хойерсверда (* 1562;
† 15 may 1621), дъщеря на Вилхелм III фон Шьонбург-Хойерсверда († 19 май 1567) и едле херин Мария Ганз цу Путлиц († сл. 1571), дъщеря на Геверт Ганз цу Путлиц († 1531) и Анна фон Биберщайн († сл. 1553). Те имат децата:
- Йохан Ото († 1639/1641), женен 1567 г. за Ердмута София фон Путбус (* 3 март 1586; † 26 декември 1619); няма деца
- Вилхелм Хайнрих († 22 март 1646), женен за Елизабет Урсула Ганз цу Путлиц (* 16 ноември 1606; † 15 април 1655); има един син и две дъщери
- Кристиан († 29 април 1667), женен за Катарина Елизабет фон Оперсдорф († 9 август 1667); има 5 деца
- Кристоф († 1619)
- Филип Ернст († 1642/1644)
- Катарина († 1611), омъжена за Каспар фон Плото
- Ото Фридрих († 1637/14 февруари 1642), женен за Сибила Фогел († сл. 1633); няма деца
- Хиронимус Адам († 1646/1654)
- Мария Магдалена († 1654/1657)
- Йохана († сл. 1621), омъжена за Георг фон Шьонайх († пр. 1621)
- Елизабет († 2 март 1650)
- Ева Доротея († 14 декември 1645)
- Амабилия († сл. 1621)
- Сабина († сл. 1621)
- Амалия († 1664/1666)
- Йохана София († сл. 1662)
- 4 деца